# Melanothrix nymphyliaris
Melanothrix nymphyliaris är en fjärilsart som beskrevs av George Francis Hampson. Melanothrix nymphyliaris ingår i släktet Melanothrix och familjen Eupterotidae. Inga underarter finns listade i Catalogue of Life.